# Nürnberg-Sandreuth
Nürnberg-Sandreuth – przystanek osobowy w Norymberdze, w kraju związkowym Bawaria, w Niemczech. Znajduje się tu 1 peron.